# Cyclemys pulchristriata
Cyclemys pulchristriata is een schildpad uit de familie Geoemydidae. De soort werd voor het eerst wetenschappelijk beschreven door Uwe Fritz, Maren Gaulke en Edgar Lehr in 1997.

## Uiterlijke kenmerken
Deze soort werd gelijktijdig beschreven met Cyclemys atripons in 1997. De twee soorten lijken zo sterk op elkaar dat ze alleen uit elkaar zijn te houden door genetisch onderzoek te doen. Lange tijd werd wel gedacht dat beide soorten eigenlijk dezelfde soort zijn, maar in 2001 werd aangetoond dat dit niet zo was. Volgens de Reptile Database wordt Cyclemys pulchristriata tegenwoordig echter niet meer als soort erkend, maar als synoniem (verouderde naam) van Cyclemys atripons.

## Algemeen
Cyclemys pulchristriata is endemisch in Vietnam, en komt alleen in het zuiden en midden van het land voor. Over de biologie en levenswijze is vrijwel niets bekend.